# توماس بورتر
توماس بورتر (بالإنجليزية: Thomas Porter)‏ هو محامي وقاضي وسياسي أمريكي، ولد في 15 فبراير 1734، وتوفي في 30 مايو 1833. انتخب عضو مجلس نواب كونيتيكت وانتخب عضو مجلس نواب فيرمونت.